# دانشگاه روسکیلد
انشگاه روسکیلد (Roskilde University) یک دانشگاه دولتی در دانمارک است که در سال ۱۹۷۲تأسیس شد و در Trekroner در بخش شرقی روسکیلد واقع شده‌است. دانشگاه روسکیلد برنامه‌های کارشناسی، کارشناسی ارشد و دکتری را به زبان انگلیسی در علوم اجتماعی، مطالعات تجاری، هنر و علوم انسانی، علوم، فناوری، مراقبت‌های بهداشتی و محیط زیست ارائه می‌دهد. دانشگاه روسکیلد دارای یک پردیس بزرگ است که شامل یک کتابخانه بزرگ تحقیقاتی، یک ساختمان آزمایشگاهی عالی، خوابگاه دانشجویی، ناهار خوری ارگانیک، یک باشگاه ورزشی، باشگاه دانشجویان بین‌المللی و بسیاری از امکانات در فضای باز و غیره است.این پردیس در حومه شهر روسکیلد واقع شده‌است. روسکیلد میزبان یکی از بزرگترین جشنواره‌های فرهنگی و موسیقی اروپا، جشنواره روسکیلد است. این شهر از زندگی اجتماعی و تفریحی غنی برخوردار است و بیش از یک هزار سال تاریخ به عنوان شهر بندری و تجاری مهم دارد و قدمت آن به دوران وایکینگ بازمی‌گردد. روسکیلد تنها ۲۵دقیقه با قطار از پایتخت دانمارک کپنهاگ فاصله دارد.

## رتبه‌بندی
در رتبه‌بندی مؤسسه تایمز در سال ۲۰۲۰ دانشگاه روسکیلد رتبه ۸۰۰–۶۰۱ در بین دانشگاه‌های جهان از آن خود کرده‌است.

## دانشکده‌ها
دانشکده‌های این دانشگاه شامل:
- هنر و ارتباطات
- مردم و فناوری
- علوم و محیط زیست
- علوم اجتماعی و بیزینس